# Bundesstraße 320
Pour les articles homonymes, voir Route 320.
La Bundesstraße 320 est une Bundesstraße du Land de Brandebourg.

## Géographie
Elle commence à l'ouest de Guben au niveau de la rocade locale (B 112), traverse Lieberose et se termine à Birkenhainchen sur la B 87, où elle fusionne parfaitement avec la B 179 jusqu'à Königs Wusterhausen. Jusqu'à fin 2004, la B 320 allait de Schwielochsee (commune) en passant par Straupitz à Lübben.

## Histoire
La Reichsstraße 320 (R 320), qui a été construite vers 1938, avait un itinéraire différent : elle conduit de Prenzlau dans l'Uckermark vers l'est, en direction de la jonction de Schmölln de la nouvelle autoroute Berlin-Stettin. Le R 320 mesure alors 15 km.
La RDA redonne le numéro 320, la F 320, à la route de Lübben en passant par Lieberose à Guben.

## Source
- (de) Cet article est partiellement ou en totalité issu de l’article de Wikipédia en allemand intitulé « Bundesstraße 320 » (voir la liste des auteurs).